# 小嶋和司
小嶋 和司（こじま かずし、1924年2月 - 1987年3月25日）は、日本の法学者。専門は憲法。元東北大学教授。正四位勲二等瑞宝章。山口県生まれ。宮沢俊義門下。弟子に堀内健志、大石眞、赤坂正浩など。

## 略歴
- 1947年 東京帝国大学法学部政治学科卒業。
- 1951年 東京大学大学院中途退学、東京都立大学専任講師となる。
- 1952年 助教授となる。
- 1961年 教授となる。
- 1962年 法学博士（東京大学・論文博士）（学位論文「日本財政制度の比較法史的研究」）。
- 1965年 東北大学教授となる。
- 1987年 逝去。63歳。

## 小嶋憲法学と芦部憲法学
- 今の学年制で言えば小嶋と芦部信喜は同学年であるが、小嶋は芦部より2年早く東京帝国大学法学部を卒業している。芦部が宮沢俊義教授を指導教官として助手になったとき、小嶋は大学院特別研究生として以前より宮沢の指導を受けていた。そうした関係から小嶋は芦部に対して憲法研究の手ほどきをした。
- 小嶋は学問に対する生真面目さから師である宮沢に対する批判をも辞さなかったことから、次第に宮沢と小嶋の関係は悪化し、結局、小嶋は宮沢の後継者となれなかったと言われる。宮沢は、親友であった尾高朝雄の弟子である小林直樹に憲法第一講座を、芦部に憲法第二講座を継承させる。
- 小嶋は芦部と一緒に『判例百選』の編集をしたときのことをつぎのように書いている。「昭和三八年、ジュリスト臨時増刊『憲法判例百選』が初めて編集された。芦部信喜教授とともに、その裏方の仕事をした本稿筆者は、みずからに…公衆浴場事件判決を割り当て、所論を発表した。判決の論理は不当である。けれども、それは結論の不当を意味しないという立場である。…これを発表して暫く、こんな話が伝わってきた。ある大学の研究会で右判決がとりあげられた。経済法にも堪能な行政法学の教授は、その結論に賛成されたが、憲法学の教授は違憲論に固執された、と。これを聞いて、筆者は苦笑を禁じえなかった。その憲法学教授の、法典にのみ着目しての、教条主義的な、定型思考を知ることもあるが、それよりも、その研究会の場面を想像したのである。現在、すこし法学について知る者なら、憲法学の思考が概括的・理想的なものにとどまるのに対し、行政法学の思考はそれより具体的・現実的であることを感じている。列席者はその対照を眼前にみた筈だからである。教条主義的思考こそ憲法への忠誠のあかしとすら心得ているごとき憲法学の教授は、どのように抗論されたのであろうか。ついでに言えば、これを、憲法学と行政法学の特色が発揮されたまでなどと、現状肯定的傍観ですませてはならない。おなじ実定法上の問題に正しい答は二つないのであって、一は、あるべき実定法学、他は、あるべからざる実定法学であるか、実定法学でないかである。」（小嶋和司「憲法学講話」（有斐閣、1982年）、176～177頁）
- 小嶋と芦部には、憲法研究における微妙な棲み分けがあった。主に人権論と憲法訴訟の研究へ進んだ芦部憲法学と、主に財政・明治憲法の研究へ進んだ小嶋憲法学は、直接的には対立しなかった。小嶋と芦部の意見が真っ二つに分かれたのは、1985年の中曽根康弘総理大臣時代に藤波孝生官房長官の私的諮問懇談会のメンバーとして討議した靖国神社公式参拝問題であった（参考文献：高見勝利『芦部憲法学を読む』、「〔座談会〕芦部信喜先生の人間と学問」ジュリスト№1169）。
- 尾吹善人は『憲法学者の空手チョップ』(東京法経学院、1991年)の中で次のように書いている。「(小嶋和司博士の思い出)小嶋さんは私より六年は先輩である。長い空位の後、わが師、清宮四郎先生の跡を受けて東北大学の憲法講座を昭和40年から担当されたが、そこの63歳の定年退官の直前にガンに冒され、今日としては思いがけず早々とその一生を閉じられた。その頃はほとんど毎日小嶋さんを病床に見舞っていたわが朋友、菅野喜八郎から重い病状をつぶさに聞いていた私は、たまたまそのとき仙台の寓居で春休みを送っていて、北山のとあるお寺で行われた葬儀にも参列した。大昔、東北大学で見知っていたいろんな人びとと久しぶりに顔を合わせたのも、あのお寺のぎゅうぎゅうづめお座敷のことであった。小嶋さんが葬儀委員長となり大磯のお寺で柳瀬良幹先生の葬儀が行われたのはついこないだのように思えた。最後の会葬御礼のとき、悲しみのあまり２、３分も絶句された小嶋さんの姿を、私は読経のなかで思い浮かべていた。小嶋さんは、東大出身、れっきとした宮沢門下で、菅野氏や私とは『育ち』が違う。同業とはいえ、あるいは同業であればこそ、本来はうすい外面的・儀礼的な関係しかもちえなかったとしても不思議ではなかった。しかし、私のような者でも、小嶋さんとは早くから相識り、特に小嶋さんの東北大学時代には、菅野氏を媒介としておつきあいができたのは、なんといっても憲法学者としての基本的態度における共感と、なんらの打算のない小嶋さんの純粋なお人柄のためであったと思う。…憲法学者としての基本的な生き方においては、小嶋さんは、東大が戦後に生み出したあまたの憲法学者達よりは、むしろ菅野氏や私と親近性をもっていたと思う。『学問というものはこんなものではない』という憤激の心を終生もち続けておられた。管野氏や私が相手をばっちり特定して批判するのに対し、小嶋さんはそれを避けただけである。もっとも、若い頃の小嶋さんは、自分の先生にさえ烈しくかみつくなど、私よりも勇敢な所があった。何かがきっかけとなって、みずからは言葉をつつしむようになったのだと思うが、私が書いた『憲法徒然草』については、もっともっとしつこくこの点を衝いてくれたらとなかなか注文が多かった。『時流』に対する慨嘆というのが、小嶋さんと私の共通点であり、考えてみれば、その点は小嶋さんを東北大学に強く推挙した柳瀬先生との共通点でもある。…いわば「東北大学のはぐれ者」としての管野氏や私が清宮後継者としての小嶋さんと仲よく共存できたのは、私達の雅量のためというより、小嶋さんの純粋な、蔭日向のないお人柄のためで、このことは管野氏がよく口にしていた。東北大学法学部の内部で小嶋さんは必ずしも羽振りがよかったわけではない。あれほどの学究が、遂にあんな地方大学の法学部長に選ばれることもなかった。…平成元年の春、逝去二年後に、小嶋先生を偲ぶ会に東京で百人以上の人びとが集まった。皆が白いカーネーションを供えたテーブルには、おだやかな笑みを浮かべた小嶋さんの遺影、心血を注がれた数冊の著書、生前に愛されたコケシ一対が並べられていた。学界の先輩・友人のほかに、14年間の都立大学時代の教え子達、22年間の東北時代の教え子達もたくさん出席していて、こもごも小嶋さんの思い出を語った。人見知りをして少しはにかむような所があるのも柳瀬先生そっくりで、決していわゆる豪傑タイプではなかったが、おのれの職分をまじめに果たし、若者の一人びとりに愛情を注ぎ、また美しいものをめでた静かなお人柄がしみじみ偲ばれるいい会合であった。」（81～84頁）

## 著書
- 『憲法学講話』（有斐閣、1982年）
- 『憲法概説』（良書普及会、1987年）
- 『憲法と財政制度』（有斐閣、1988年）
- 『明治典憲体制の成立』（木鐸社、1988年）
- 『憲法と政治機構』（木鐸社、1988年）
- 『憲法解釈の諸問題』（木鐸社、1989年）
- 『日本財政制度の比較法史的研究』（信山社、1996年）
- 『憲法概説【復刻版】』（信山社、2004年）

など

## 関連人物
- 宮沢俊義（小嶋の師）
- 芦部信喜（弟弟子）
- 佐藤幸治（小嶋を尊敬）
- 堀内健志（小嶋の弟子）
- 大石眞（小嶋の弟子）
- 赤坂正浩（小嶋の弟子）
- 枝野幸男（東北大学在学中に小嶋ゼミに所属）